# جاكي غرانت
جاكي غرانت (بالإنجليزية: Jackie Grant)‏ (8 سبتمبر 1924 بغيتسهيد في المملكة المتحدة - 1 أغسطس 1999 بليفربول في المملكة المتحدة) هو لاعب كرة قدم بريطاني (وحمل سابقاً جنسية المملكة المتحدة لبريطانيا العظمى وأيرلندا) في مركز الدفاع. لعب مع نادي إيفرتون.